# Rochowicka Skała
Rochowicka Skała (495 m n.p.m.) – wzniesienie w środkowej części Grzbietu Wschodniego Gór Kaczawskich z grupą skał o tej samej nazwie na szczycie. Nazwa dotyczy właściwie samych skałek, a szczyt jest bezimienny. Skałki mają kilka-kilkanaście m wysokości. Zbudowane są ze staropaleozoicznych skał metamorficznych pochodzenia wulkanicznego – zieleńców i łupków zieleńcowych. Góra zbudowana jest z tych samych skał oraz ze skał metamorficznych pochodzenia osadowego – fyllitów i łupków serycytowych z wkładkami wapieni krystalicznych.
Wzniesienie jest odsłonięte, pokryte polami i łąkami, jedynie północne zbocza i sam wierzchołek ze skałkami porastają lasy mieszane, miejscami świerkowe oraz krzewy.